# 国家図書館
国家図書館（こっかとしょかん）は台湾台北市中正区に位置する中華民国の国立図書館である。教育部により運営されている。納本制度に基づいて、台湾国内で出版されたすべての出版物を収集・保存する法定納本図書館である。
別に台湾には国立中央図書館台湾分館が設けられた。しかし台湾分館は教育部に属しており、国立図書館との関係は無関係であった。その後独立した図書館として国立台湾図書館として再編された。
蔵書数は、貴重本26万冊を含め、約600万冊。

## 沿革
- 1955年:国立中央図書館が台北にて設館される
- 1996年:国家図書館と改名される
- 2005年:米国議会図書館と古書デジタル化協力協定を結ぶ

## 利用情報
- 所在地：〒10001 台北市中正区中山南路20号
- 開館時間：9:00 - 21:00
- 休館日：月曜日、国定祝日・記念日

## 交通アクセス
MRT
- 台北捷運新店線、淡水線、小南門線中正紀念堂駅6号出口より徒歩2分。

路線バス
- 台北聯営バス中山幹線・3・18・227・295・648、捷運中正紀念堂バス停より徒歩4分。
- 台北聯営バス18・204・227・235・236・251・295・5・604・630・648・662・663、一女中バス停より徒歩5分。